# Хуания
Хуания (лат. Juania) — монотипный род однодольных растений семейства Пальмовые (Arecaceae), включающий вид Хуания южная (лат. Juania australis).
Первоначально описанный Карлом Фридрихом Филиппом фон Марциусом в составе рода Ceroxylon (под названием Ceroxylon australe), вид был выделен в отдельный род немецким ботаником Оскаром Друде в 1878 году.
Род назван по наименованию архипелага Хуан-Фернандес.

## Распространение, описание
Единственный вид является эндемиком Чили, известен только с острова Робинзон-Крузо (архипелаг Хуан-Фернандес).
Хуания южная — фанерофит. Обособленно растущее растение высотой до 9 м с крупными перистыми листьями. Стебель колючий. Семя красновато-оранжевое, диаметром около 1,8 см. Свето- и влаголюбивое растение. Рост замедленный. Хуании наиболее близки роду Ceroxylon.

## Значение
Культивируется.

## Замечания по охране
Редкое в дикой природе растение. Согласно данным Международного союза охраны природы, Juania australis считается уязвимым видом (vulnerable). Вырубка пальмы запрещена.